# Rilievi precarpatici settentrionali

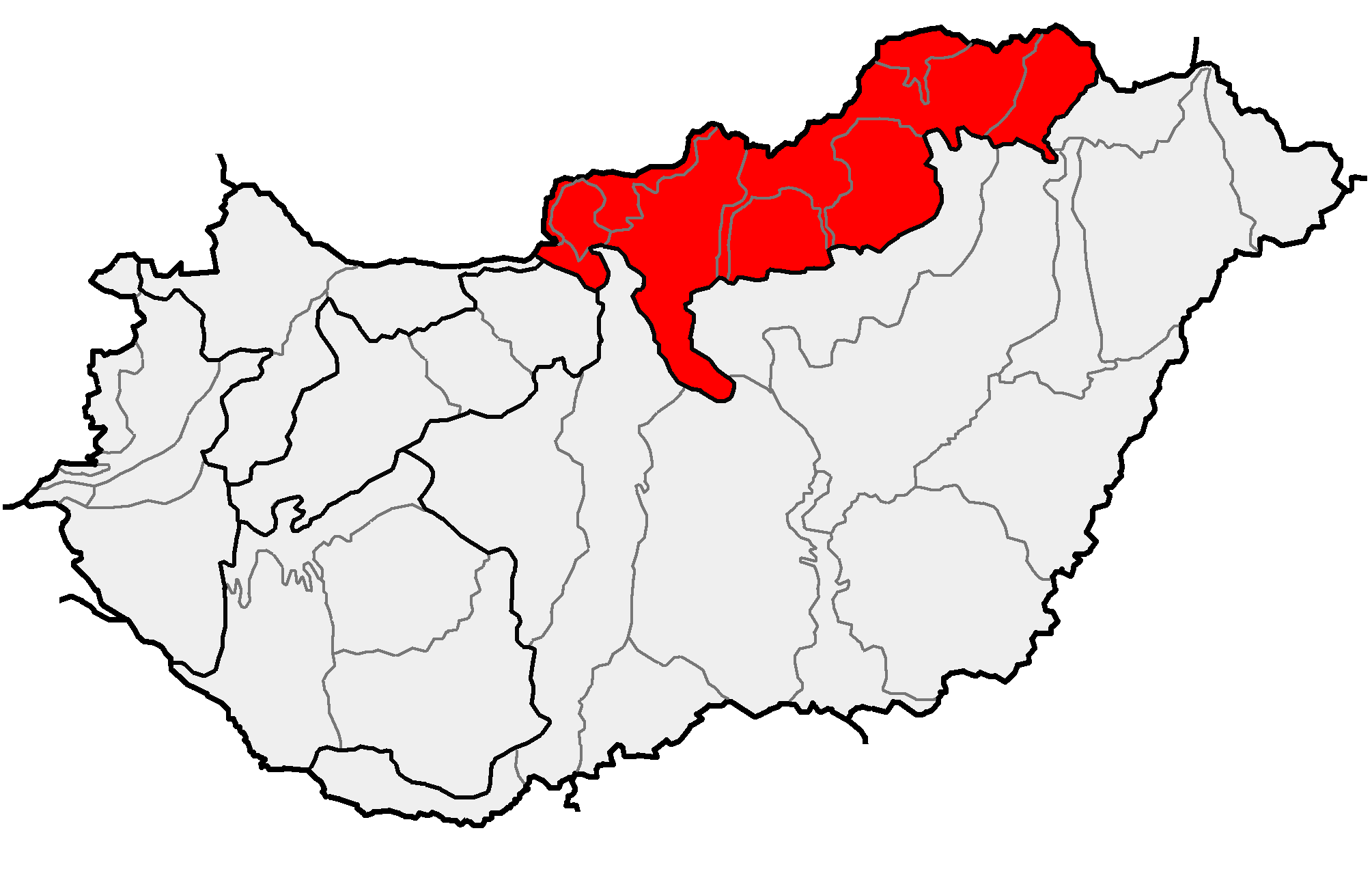

I rilievi precarpatici settentrionali (in ungherese Északi-középhegység) sono una catena montuosa a cavallo fra l'Ungheria settentrionale e la Slovacchia. Essa forma una unità geografica unica con la zona slovacca di Mátra-Slanec. Essi costituiscono il bordo meridionale dei Carpazi Occidentali Interni.
Questa zona dell'Ungheria è detta anche Felföld, letteralmente terre alte.

## Geografia
La catena montuosa inizia dall'Ansa del Danubio presso Visegrad e si snoda per circa 200 km in direzione da ovest a est, arrivando fino alla regione slovacca di Zemplín. È composta da diverse unita geomofologiche separate. Partendo da Ovest si incontrano:
- Börzsöny (Ungheria) + Burda (Slovacchia)
- Colline di Gödöllő (Ungheria, ungherese: Gödöllői-dombság)
- Cserhát (Ungheria)
- Karancs-Medves area (Ungheria) + Altopiano di Cerová (Slovacchia, slovacco: Cerová vrchovina)
- Mátra (Ungheria)
- Bükk (Ungheria)
- Monti Zemplén (Ungheria, ungherese: Zempléni-hegység)
- Monti Slanec (Slovacchia, slovacco: Slanské vrchy)
- Monti Zemplín (Slovacchia, slovacco: Zemplínske vrchy)

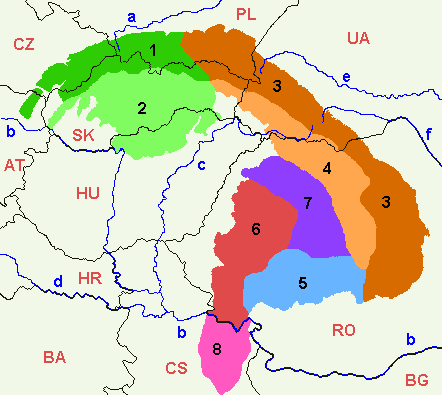
Suddivisione dei Carpazi. I rilievi precarpatici settentrionali sono la parte più meridionale del territorio in colore verde chiaro indicato con il numero 2